# Scabal
 (septembre 2010).
Si vous disposez d'ouvrages ou d'articles de référence ou si vous connaissez des sites web de qualité traitant du thème abordé ici, merci de compléter l'article en donnant les références utiles à sa vérifiabilité et en les liant à la section « Notes et références ».
Scabal est une marque internationale de tissus haut de gamme et de costumes sur mesure pour hommes, fondée en Belgique par Otto Hertz en 1938.

## Historique
Issu d’une famille allemande, Otto Hertz est négociant en tissus pour hommes et parcourt l’Europe. En 1938, il s’installe à Bruxelles. Cinq personnes travaillent sous sa direction. En 1946, il fonde officiellement la société Scabal (de Société commerciale anglo belgo allemande luxembourgeoise). En guise de logo, il choisit le lion doré. Aussitôt, il invente notamment la présentation de tissus par « liasses ». 
Dans les années 1960, il rachète Wain Shiell, présente depuis plus de 120 ans sur Savile Row, là même où est né le « bespoke tailoring anglais » deux siècles plus tôt. En 1970, elle est reprise par J.-Peter Thissen. Otto Hertz l’accompagnera durant vingt années, avant de disparaître en 1991.
Dans les années 1970, l'entreprise ouvre des marchés vers le Japon et les États-Unis, et J.-Peter Thissen opère l’acquisition d’une unité de production de tissus à Huddersfield, dans le Yorkshire de l'Ouest. Y verront le jour le premier tissu Super 120’s, les tissus Lapis Lazuli (fragments de lapis-lazuli intégrés au tissu), Diamond Chip (fragments de diamants intégrés au tissu), ou encore le tissu Summit.
En 1974, la marque décide de commercialiser ses propres créations. Les premiers costumes prêt-à-porter de la marque voient alors le jour. En 1989, lorsque Scabal acquiert l’atelier de confection Tailer Hoff situé à Sarrebruck (Allemagne), J.-Peter Thissen travaille déjà depuis dix ans sur son projet de costumes sur mesure.
En 1991, l’adresse de Savile Row est radicalement transformée. On y vendra désormais les costumes sur mesure. Le flagship store de Londres joue un rôle phare pour la marque qui, des années plus tard, ira jusqu’à nommer sa plus haute gamme de costumes sur mesure « No 12 », en hommage au numéro de la maison que l’enseigne occupe sur Savile Row.
Depuis 2006, le président-directeur général de l'entreprise est Gregor Thissen, le fils de J.-Peter Thissen. En 2010, la marque comptait dans le monde 600 employés et 12 entreprises.

## Fabrication
Les produits Scabal sont fabriqués en Angleterre, en Italie et en Allemagne. Les vêtements et les accessoires sont vendus via un réseau international reposant sur des enseignes indépendantes telles que les magasins de prêt-à-porter multimarques. Dans certaines grandes villes stratégiques, Scabal a ouvert des shops in shops (Berlin, Paris, etc.)[réf. nécessaire].